# Col de Fix-Saint-Geneys
Le col de Fix-Saint-Geneys est un col routier situé dans le Massif central en France. À une altitude de 1 115 mètres, il se trouve dans le département de la Haute-Loire, en région Auvergne-Rhône-Alpes.

## Toponymie
« Fix » provient du latin fines, la « frontière », car s'y trouvait la frontière entre le Velay et l'Auvergne à l'époque gauloise, territoires respectifs des Vellaves et des Arvernes.

## Géographie
Le col se trouve sur la route nationale 102 lié à une aire de repos, au nord-ouest de la commune de Fix-Saint-Geneys. Le col et ses abords peuvent nécessiter une prudence particulière en hiver et s'avèrent assez accidentogènes.

## Activités

### Cyclisme
Le col a figuré au programme de la 12e étape du Tour de France 1999 (km 123) entre Saint-Galmier et Saint-Flour, classé en 3e catégorie au Grand Prix de la montagne.